# بخش کاونتری (سامیت کانتی، اوهایو)
بخش کاونتری (به انگلیسی: Coventry Township) یک منطقهٔ مسکونی در ایالات متحده آمریکا است که در شهرستان سامیت، اوهایو واقع شده‌است.
 بخش کاونتری ۲۳٫۸ کیلومتر مربع مساحت و ۱۰٬۹۰۰ نفر جمعیت دارد و ۲۹۴ متر بالاتر از سطح دریا واقع شده‌است.